# Maria Mercedes de Bourbon
Prințesa María Mercedes de Bourbon (n. 23 decembrie 1910, Madrid – d. 2 ianuarie 2000, Lanzarote) a fost mama fostului rege Juan Carlos I al Spaniei și bunica actualului rege al Spaniei Felipe al VI-lea. În Spania este cunoscută ca Doña María de las Mercedes de Borbón-Dos Sicilias y Orléans.
María s-a născut la Madrid. Tatăl ei a fost Prințul Carlos de Bourbon-Două Sicilii, infante al Spaniei, nepot al regelui Ferdinand al II-lea al Celor Două Sicilii. Mama ei a fost Prințesa Louise de Orléans, fiica lui Filip, Conte de Paris, pretendent la tronul Franței. Familia ei s-a mutat la Sevillia când tatăl ei a fost numit căpitan al provinciei. Când Spania a devenit republică au plecat în exil la Cannes și mai târziu la Paris unde a studiat arta la Louvre.
La 14 ianuarie 1935, la nunta infantei Beatriz a Spaniei, fiica regelui Alfonso al XIII-lea al Spaniei, la Roma, l-a întâlnit pe vărul ei îndepărtat și viitorul soț, infantele Juan de Bourbon, al patrulea fiu și moștenitor al regelui Alfonso XIII. S-au căsătorit la Roma la 12 octombrie 1935. În 1942, soțul ei a luat titlul de Conte de Barcelona iar María a devenit Contesă de Barcelona.
Au trăit la Cannes și Roma și, odată cu izbucnirea celui de-Al Doilea Război Mondial, s-au mutat la Lausanne pentru a locui cu regina Victoria Eugenie, mama infantelui Juan. Ulterior, au locuit la Estoril în Portugalia.
În 1976, la un an după ce monarhia a fost restaurată în Spania, s-a întors în țara pe care o părăsise cu 40 de ani în urmă. Ea a fost cea care a mediat discuțiile dintre soțul și fiul ei după ce Juan Carlos a fost desemnat moștenitor de Franco. În 1977, Juan a renunțat la drepturile lui în favoarea lui Juan Carlos.
După ce și-a rupt șoldul în 1982 și femurul piciorului stâng în 1985 a utilizat un cărucior cu rotile toată viața. A rămas văduvă în 1993. A murit de atac de cord la reședința regală de la La Mareta, Lanzarote unde familia regală sărbătorea Anul Nou.. A fost înmormântată la El Escorial, în apropierea Madridului.